# V/H/S
V/H/S este un film de groază regizat de Adam Wingard[*] după un scenariu de Matt Bettinelli-Olpin[*].
A fost produs în Statele Unite ale Americii de studiourile Bloody Disgusting și a avut premiera la 2012, fiind distribuit de Magnolia Pictures[*]. 

## Prezentare

### Segmente
„Tape 56” 
 „Amateur Night” 
 „Second Honeymoon” 
 „Tuesday the 17th” 
 „The Sick Thing That Happened to Emily When She Was Younger” 
 „10/31/98”

## Distribuție
Rolurile principale au fost interpretate de actorii:

Adam Wingard[*]
Hannah Fierman[*]
Joe Swanberg[*]  .

## Vezi și
- Listă de filme de înregistrare recuperată
- Listă de filme antologie de groază ‎